# 松下久道
松下 久道（まつした ひさみち、1908年9月30日 - 1980年9月3日）は、日本の地球科学者。専門は石炭地質学。福岡県福岡市生まれ。

## 経歴
1934年に京都帝国大学理学部地質学鉱物学科を卒業。同学部大学院に進学して、中村新太郎のもとで炭田地質学の研究を始める。同年山根新次の招きで九州帝国大学工学部採鉱学教室副手に採用となり、翌年助手に昇任。1939年、九州帝国大学に理学部が新設されると同時に、同学部地質学教室の助教授になり、渡辺久吉・杉健一・吉村豊文を助けて、松本達郎とともに地質学教室の基礎づくりに尽力。1949年に同教室に国内ではじめて石炭地質学講座が開設され、初代担当教授に就任した。同年、「九州北部に於ける古第三紀層の層序学的研究」により、京都大学より理学博士の学位を取得。1972年九州大学を定年退官。

## 研究業績
終始一貫して石炭地質学の教育と研究に尽くし、調査研究対象は、樺太・中国・インドネシアなどの諸地域の炭田に及び、国内では九州の古第三系夾炭層の層序と地質構造の究明に最も力を注いだ。1949年に西日本文化賞受賞。一方では、炭鉱の坑内水や地下水に関連する水理地質学的研究を進め、九州地方・山口県などの各地の温泉開発にも指導的役割を果たした。その功績に対して長崎県および島原市から支援の申し出があり、1962年に九州大学理学部付属として島原火山温泉研究所が創設された。1971〜72年には名称変更になった島原火山観測所の所長を勤めた。この観測所は1984年に島原地震火山観測所と改称されたが、これが1990年11月の雲仙普賢岳の噴火予知と火山地質学・災害対策研究の礎になった。

## 主な編著書
- 「日本鉱産誌」V-a、『石炭』、執筆分担、545-651頁、東京地学協会、1960年。